# ゴロゴロ岳
ゴロゴロ岳（ゴロゴロだけ）は、兵庫県芦屋市と西宮市との境にある山である。

## 概要
平仮名で、ごろごろ岳と表記する場合もある。日本国内で唯一、標高から名前がついた山。計測当時は565.6mであったが、現在は565.3mとなっている。西から南斜面にかけては芦屋川の支流の源流部である。
ゴロゴロ岳は六甲・淡路島断層帯の中に位置し、北側にある五助橋断層と、南側にある芦屋断層に挟まれた六甲山主稜線南側の段丘面ある。また、周辺の表層地質は花崗岩である。

### 名前の由来について
名前の由来は、山に石や岩がごろごろしているからという説や、雷が多く雷の擬音「ゴロゴロ」から名付けられたという説などがある。また、阪神・淡路大震災前の標高が565.6mであったことから、語呂合わせ「5656（ごろごろ）」が名前の由来であるという説もある。
1956年、瀬戸内海国立公園六甲山地区が設定されると、兵庫県観光連盟によって「雷岳」から「ゴロゴロ岳」に改称した。
竹中靖一は1933年に自著の中で「雷岳（ゴロゴロだけ／かみなり だけ）」について「剣谷の僞称」として、かつては「立会峠の頭」と呼んでいたと著した。

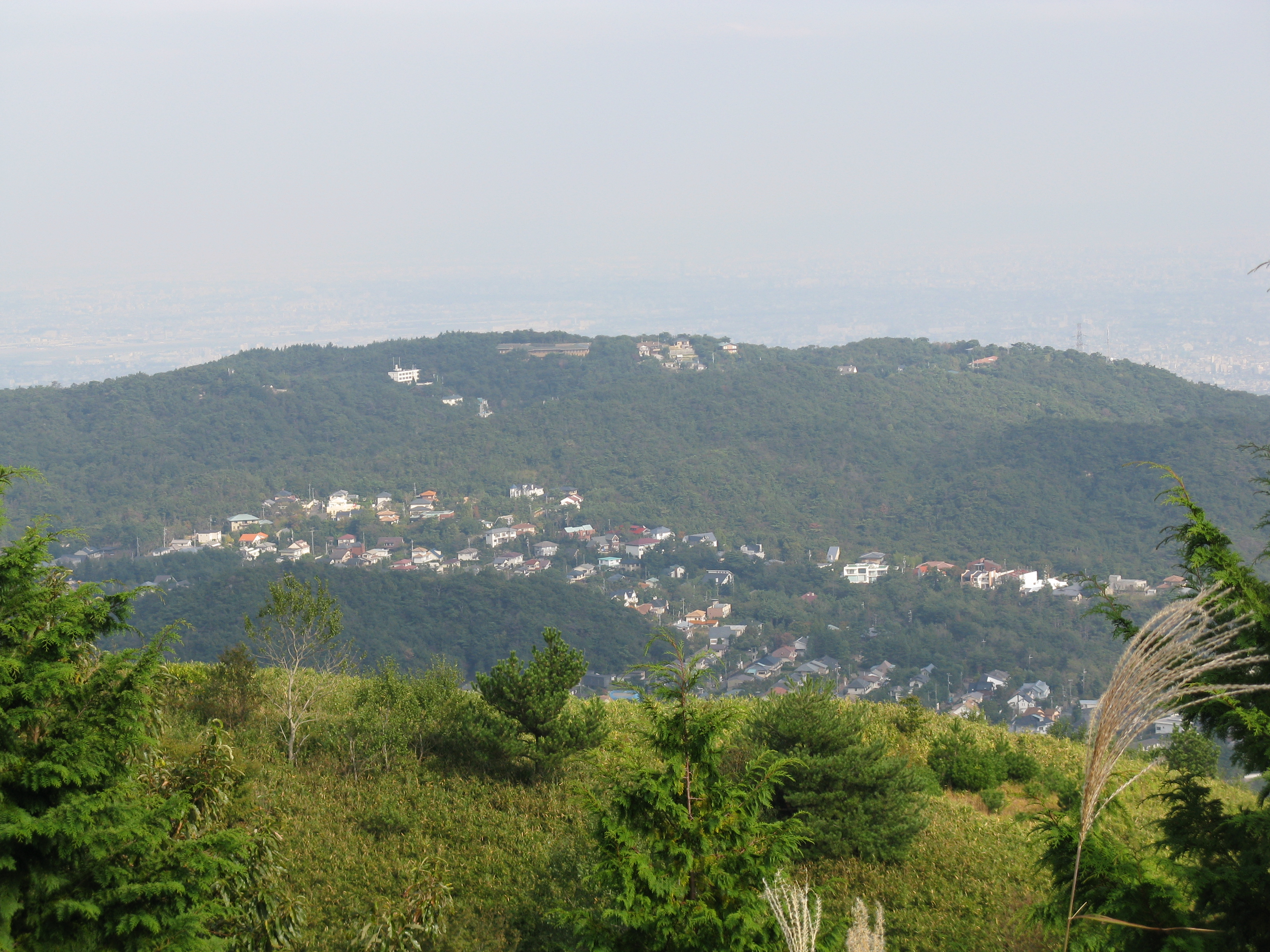
東お多福山の山頂から東にゴロゴロ岳を見る
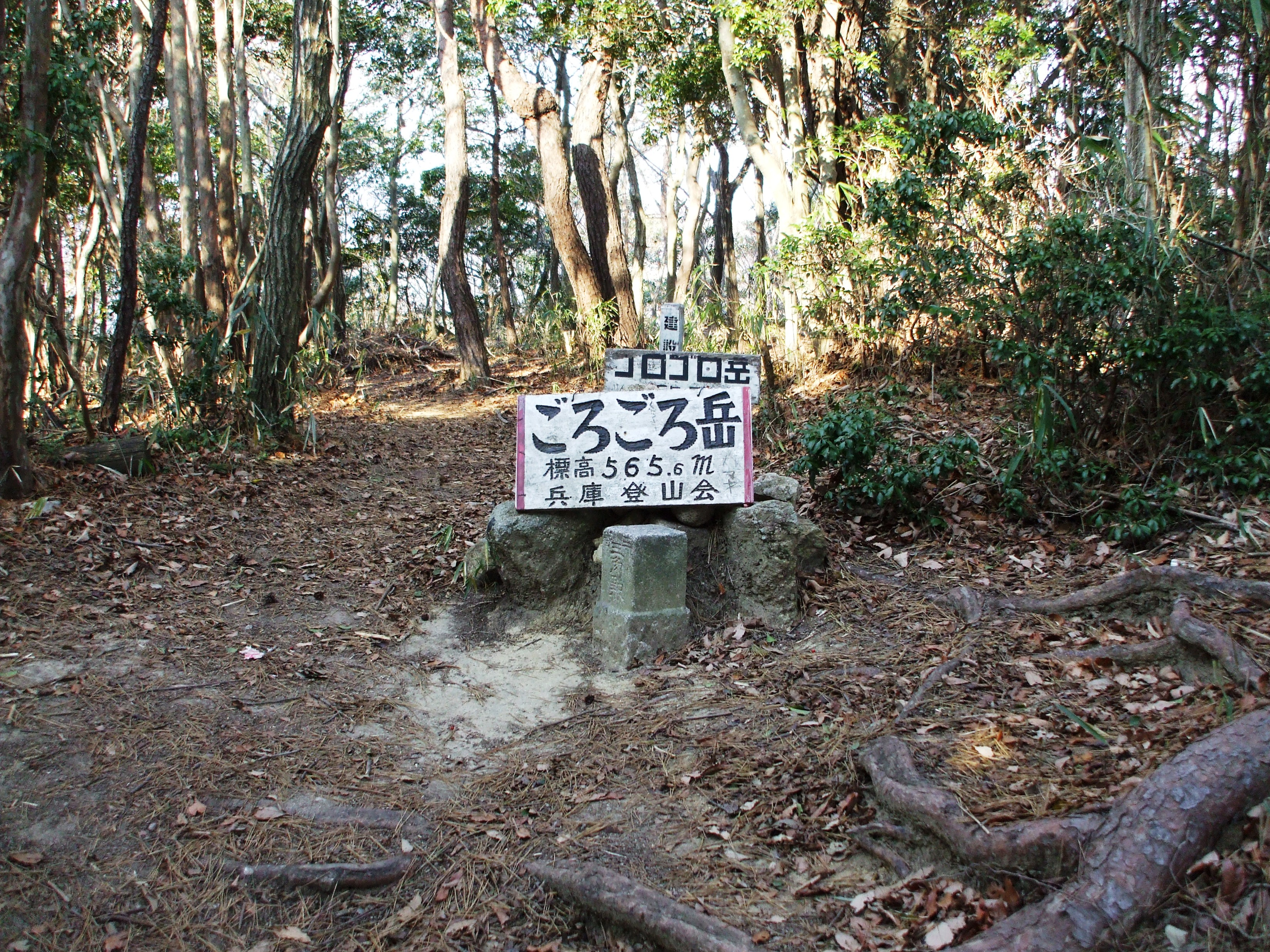
ゴロゴロ岳の山頂（2010年）

## 登山
- 剣谷登山口（西宮市剣谷町10） - ガベノ城 - ゴロゴロ岳山頂（約1時間20分）
- 苦楽園登山口（西宮市苦楽園三番町22） - 苦楽園尾根 - ゴロゴロ岳山頂（約1時間）
- 六麓荘登山口（芦屋市六麓荘町25） - 苦楽園尾根 - ゴロゴロ岳山頂（約1時間）
- 水車谷バス停 - 約250m - 水車谷登山口（芦屋市奥山 奥山精道線カーブNo.12） - 柿谷コース - ゴロゴロ岳山頂（約2時間）
- 前山公園（芦屋市剣谷） - 柿谷コース - ゴロゴロ岳山頂（約2時間）
- 奥池バス停・ゴロゴロ橋バス停 - 市道 約1.5km〜0.5km - 芦屋市奥池南町46 - ゴロゴロ岳山頂（市道の終端より山頂まですぐ）
- 観音山より約40分

コースタイムは山と渓谷社 山の便利帳2020年版より